# Phytocerum trinidadense
Phytocerum trinidadense is een keversoort uit de familie spinthoutkevers (Cerophytidae). De wetenschappelijke naam van de soort werd in 1983 gepubliceerd door Golbach.